# Sebastian Dallinger
Sebastian Dallinger (Gutenbrunn, 1735 circa – Vienna, 18 marzo 1809) è stato un liutaio austriaco.

## Vita
Ha sposato Magdalena Thir, con la quale ebbe almeno due figlie, Magdalena e Maria Anna, morte in tenera età. Probabilmente è stato allievo di Johannes Georg Thir. Ha lavorato a Vienna, dove è morto di ictus il 18 marzo 1809.
Tra i suoi strumenti, è molto nota una viola costruita intorno al 1780, impiegata da Ludwig van Beethoven nei tre anni in cui ha lavorato come violista presso l'orchestra della cappella di Bonn, dal 1789. Lo strumento è ora esposto presso la Beethoven-Haus, il museo presso la casa natale del compositore.

## Caratteristiche della produzione
Dalliger ha costruito violini e viole di pregevole fattura e diversi violoncelli particolarmente ricercati per via del loro timbro caldo. Lavorava legni di ottima qualità, realizzando solitamente le tavole armoniche con abete dalla venatura molto stretta e dalle ottime qualità acustiche, mentre l'acero del fondo non era sempre ugualmente pregevole. La vernice è sottile e tipicamente marrone scura, ma a volte Dallinger usava una vernice gialla di qualità molto superiore, tanto che gli strumenti verniciati con quest'ultima hanno valore molto maggiore rispetto agli altri. In alcuni suoi strumenti le fasce e il fondo rimangono di colore leggermente più chiaro rispetto alla tavola armonica.
Dallinger usava una certa libertà nel disegno degli strumenti, nel quale si intravede l'influenza di Johannes Thir e soprattutto di Jacobus Stainer, contribuendo nello sviluppo autonomo dello stile austriaco. I suoi modelli erano caratterizzati da misure piccole, con bombature accentuate ma senza esagerazioni innaturali, a differenza di altri costruttori della scuola di Stainer. L'influenza di quest'ultimo è evidente anche nelle ƒƒ, precise e dal disegno molto elegante. I ricci, ben intagliati e a volte scolpiti con una testa di leone, sono sempre in legno di pero. La filettatura invece non è sempre realizzata con precisione, specie sulle punte.
Nelle etichette tipicamente si firmava Dalinger, a volte Dallinger, Dalminger o Tallinger. Esse potevano essere di vario tipo:
Sebastian Dalinger
Lauten und Geigenmacher
in Wien. 1783.
Sebastian Dalinger
Viennae. anno 1806
Sebaitian Dalinger
fecit Viennae. Anno 1774